# 뤼틀리

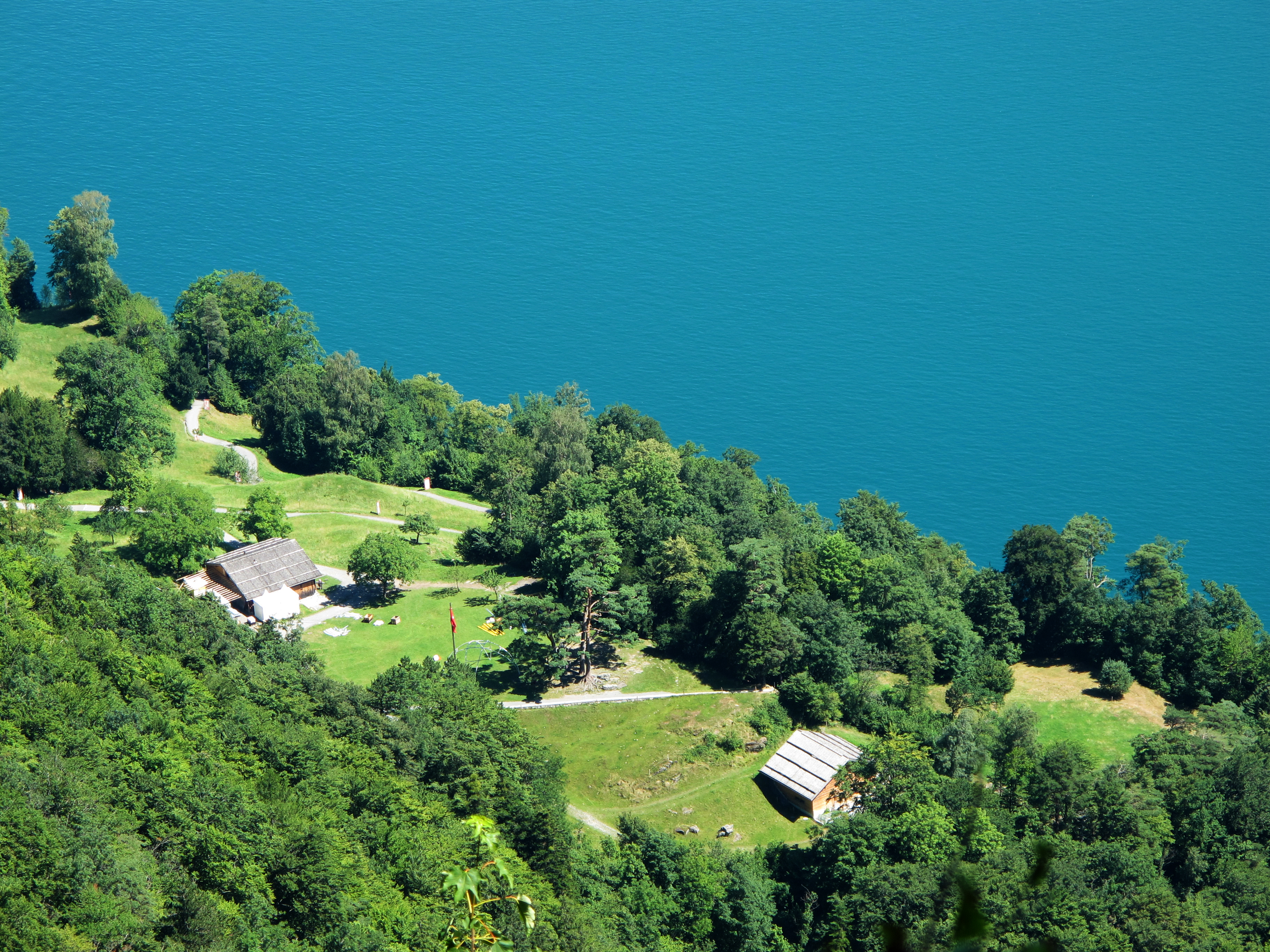
뤼틀리 초원

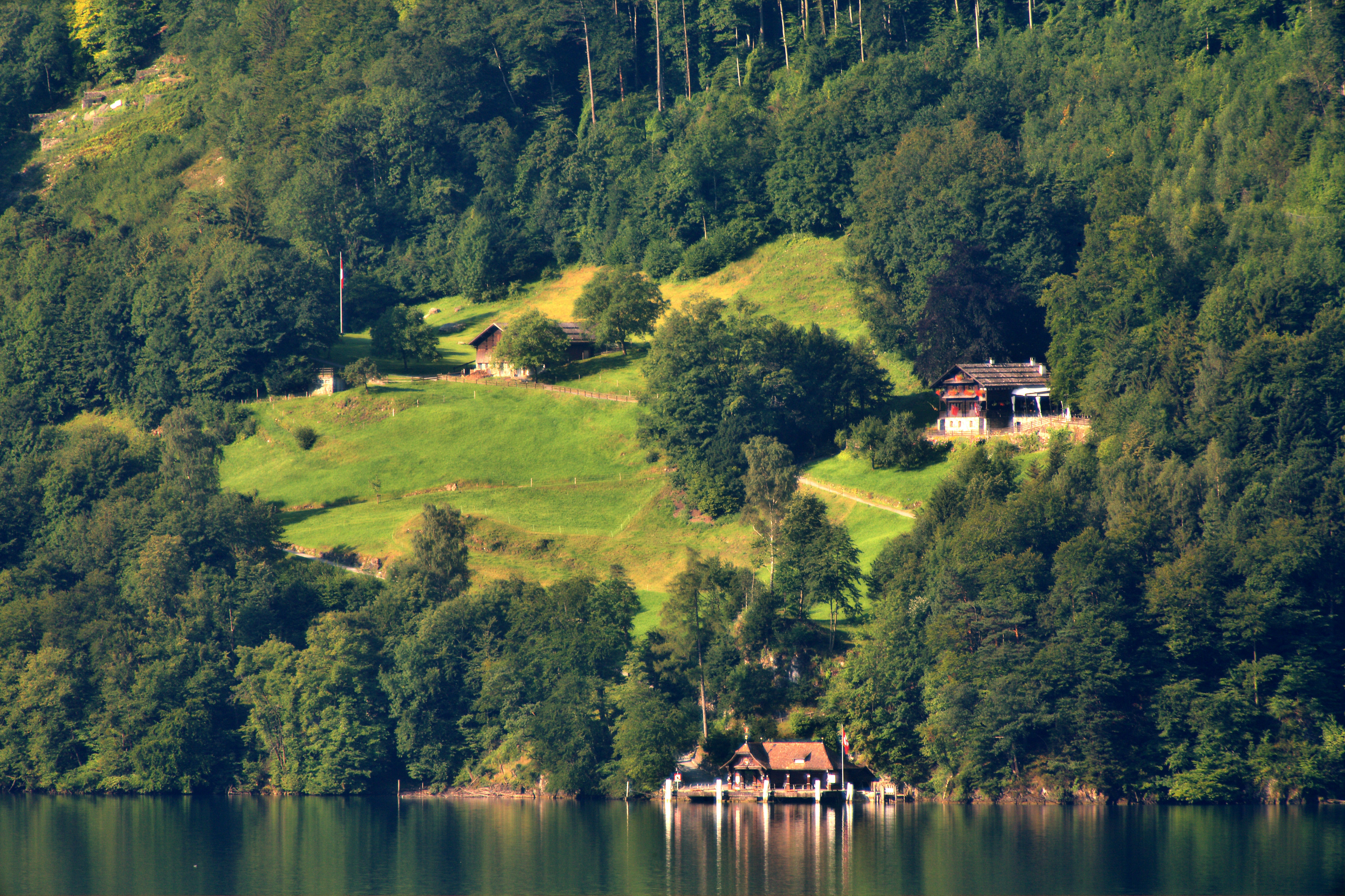
우리주 본 뤼틀리

뤼틀리(독일어: Rütli [ˈryːtli][*]) 또는 그뤼틀리(프랑스어: Grütli [ɡʁytli][*]; 이탈리아어: [ˈɡrutli])는 스위스 우리주의 제리스베르크 시정촌에 있는 루체른 호수의 산악 초원이다. 원래 스위스 연방의 기초를 표시하는 맹세인 전통적인 스위스 역사서에서 뤼틀리 맹세를 한 곳이다. 따라서 스위스의 국가 기념물로 취급된다. 1860년 이후, 스위스 비영리 협회(Swiss Non-Profit Society, SGG)는 1994년부터 공휴일로 인정된 이후 스위스 국경일(8월 1일)에 현장에서 축하 행사를 조직했다.

## 역사
뤼틀리는 18세기 초에 국가 낭만주의가 시작되면서 스위스 국가 정체성의 상징적 중요성을 지닌 장소가 되었다. 1780년대에는 그 부지에 자유의 여신상을 세우자는 (성공하지 못한) 제안이 있었다. 헬베티아 공화국 치하에서 뤼틀리는 보수적인 반체제 인사들의 순례지가 되었다. 헬베티아 공화국이 해체된 다음 해인 1804년에 프리드리히 실러는 뤼틀리 선서를 극화한 《빌헬름텔》을 출판했다. 애국적인 뤼틀리 가곡(Rütlilied)은 1820년 요한 크라우어와 프란츠 요제프 그레이스가 썼다.
1859년에 뤼틀리 초원은 스위스 공익 사업 협회(SGG, Schweizerische Gemeinnützige Gesellschaft, 1810년 설립)가 호텔을 건설할 계획이 있었기 때문에 국가적으로 중요한 장소로 보존할 목적으로 구입했다. SGG는 양도할 수 없는 국유 재산으로 취급하고 관리를 SGG에 맡기는 조건으로 부지 소유권을 남부 연합에 넘겼다.
1940년 7월 25일, 앙리 귀장 장군은 현재 “뤼틀리 라포르”(Rütlirapport)로 기억되고 있는 스위스군의 모든 지휘관들에게 연설을 하기 위해 이 장소를 사용했다. 이 연설에서 그는 ‘전 국토의 요새화 전략’과 침공 시 절대 항복하지 않는 그의 목표를 설명했다. (세계 대전 중 스위스 참조)
| “ | 나는 여러분들을 우리 독립의 상징적 장소인 이 역사적인 장소에서 재회하게 되었다. 사태의 시급함을 설명하고 군인들에게 여러분을 군인으로 이야기하기로 했다. 우리는 역사의 전환점에 서 있다. 스위스가 위험에 처해 있다. | ” |

"
1991년부터 뤼틀리는 스위스 건국 700주년을 기념하기 위해 만들어진 스위스 둘레길 하이킹 코스의 시작점이 되었다.
뤼틀리에서의 국경일 축하 행사는 2005년 네오나치에 의해 중단되었다. 이에 대한 대응으로 이듬해 축하 행사는 사전등록으로 진행되었다. 이 논란과 관련하여 2007년 축하 행사에서 한 개인이 폭발을 일으켰다. ‘공격자’는 대중 언론에서 “뤼틀리-폭탄마”(Rütli-Bomber)라는 별명을 얻었고, 1년 동안 구금되어 연방 경찰의 조사를 받았다. ‘폭탄’은 20cm 깊이의 초원에 묻힌 합법적인 불꽃놀이 폭죽으로 만들어진 것이 밝혀졌다. 사건은 2011년에 기소되지 않고, 종결되었다.

## 같이 보기
- 1291년 연방헌장